# Берлінська Школа електронної музики
Берлінська Школа — стиль електронної музики, який з'явився в 1970-х роках. Як відгалуження краут-року, таку назву було прийнято через те, що більшість виконавців музики цього жанру походили із Західного Берліну, Німеччина. Берлінську школу електронної музики розвинули такі відомі виконавці як Tangerine Dream, Клаус Шульце та Manuel Göttsching. Інноваційні записи Берлінської школи створили більш сучасний стиль електронної музики — ембієнт. Відмінністю більш космічної електронної музики Берлінської школи від електронної музики Дюссельдорфської школи, до якої належали гурти Can, Cluster, Kraftwerk і Neu! було те, що ці гурти грали електронну музику — більш орієнтовану на танцювальний ритм і перкусію. Завдяки їм, пізніше з'явилися такі стилі як синти-поп та техно. Завдяки Берлінській школі, ми слухаємо музику в стилі ембієнт, електроніка, нью-ейдж і транс.